# Dieter Kern
Dieter Kern (* 13. Februar 1938 in Ransbach; † 28. Juli 2011 ebenda) war ein deutscher Rennfahrer und vor allem in der Bergrenn-Disziplin einer der erfolgreichsten Fahrer der 1970er Jahre. Aufgrund seiner Erfolge war er als "König der Berge" bekannt.

## Karriere
Mit 32 Jahren wurde Kern 1970 Werksfahrer beim neu gegründeten Renault Sport Team. Zuvor fuhr er bereits erfolgreiche Rundstreckenrennen in einem BMW 2002 TI. 1972 stieß Werner Schommers als Fahrerkollege zum Renault-Team hinzu, mit dem Kern in Folge gemeinsam in der Formel 3 startete. Nach seiner Zeit bei Renault machte er in seinem so genannten "Mückengel-March" (Mücken Gel Racing Team) auf sich aufmerksam und erzielte am Berg kontinuierliche Erfolge.
Im weiteren Verlauf seiner Karriere wurde Kern mehrfach Deutscher Automobil-Bergmeister und konnte zahlreiche Streckenrekorde für sich verbuchen. Bis in die frühen 1980er Jahre hinein entschied er gemeinsam mit Walter Pedrazza und Karl Jordan die meisten Gesamtsiege bei Bergrennen in Deutschland. Noch mit über 40 Jahren bestritt Kern Rennen in der Formel 2 und Formel 3, während die Formel 1 für ihn nie eine Option gewesen war. 
1982 beendete er offiziell seine langjährige Motorsport-Karriere, sein endgültig letztes Rennen fuhr er 1984 in Šternberk in einem Renault 5 Turbo.

### Erfolge (Auszug)
- 1970: Deutscher Vize-Automobil-Bergmeister (Renault Alpine A 110)
- 1971: Deutscher Automobil-Bergmeister (Renault Alpine 1600 S)
- 1971: Gesamtsieger Internationales AvD Bergrennen Unterfranken (March F2)
- 1971: 3. Platz ADAC-Preis der Formel 3, Nürburgring ADAC-300-km-Rennen (March 703)
- 1973: Sieger und Streckenrekordhalter Wolsfelder AvD Bergrennen (Renault Alpine F3)
- 1974: Gesamtsieger und Streckenrekord Taunus Bergprüfung, Presberg (GRD-Ford 2000)
- 1974: Gesamtsieger ADAC Sauerland-Bergpreis (Renault Alpine F3)
- 1974: Sieger ADAC-Preis der Formel 3 – Int. Polifac-Trophy, Nürburgring (Renault Alpine A 364)
- 1974: 3. Platz Deutsche F3 Trophy (Renault Alpine F3)
- 1975: Gesamtsieger Homburger ADAC-Bergrennen (March F2)
- 1975: Sieger Wolsfelder AvD Bergrennen (F2)
- 1975: Gesamtsieger Internationales AvD Bergrennen Unterfranken (March F2)
- 1976: Gesamtsieger Homburger ADAC-Bergrennen (March F2)
- 1976: Sieger Wolsfelder AvD Bergrennen (F2)
- 1977: Gesamtsieger Homburger ADAC-Bergrennen (Maco Formel 2)
- 1977: Sieger Wolsfelder AvD Bergrennen (F2)
- 1977: Gesamtsieger Internationales AvD Bergrennen Unterfranken (March F2)
- 1978: Gesamtsieger Homburger ADAC-Bergrennen (Renault F2)
- 1978: Streckenrekord Ecce Homo, Šternberk  (Alpine A 364, Formel 2)
- 1979: Gesamtsieger Homburger ADAC-Bergrennen (Renault Formel 2)
- 1979: Streckenrekord Ecce Homo, Šternberk (Alpine A 364, Formel 2)
- 1981: Sieger Ecce Homo, Šternberk (Renault F2)

## Privatleben
Im bürgerlichen Leben war Dieter Kern Bauunternehmer im heimischen Ransbach-Baumbach im Westerwald. Die letzten Jahre verbrachte er dort in einem Seniorenheim am Naherholungsgebiet Erlenhofsee. Nach kurzer Krankheit verstarb er 73-jährig in seinem Heimatort.